# Ubisoft Annecy
Ubisoft Annecy — компанія, що спеціалізується на розробці комп'ютерних ігор; дочірня компанія ubisoft —  видавця та розробника ігор. Заснована у 2002 році як Ubi Soft Annecy Studios та знаходиться в місті Ансі (Франція).
Основна спеціалізація - спільна розробка ігор для всіх ключових платформ та портування (перенесення) вже розроблених проектів.

## Розроблені ігри
- 2004 — Tom Clancy's Splinter Cell: Pandora Tomorrow[3] (тільки онлайн режим)
- 2006 — Tom Clancy's Splinter Cell: Double Agent (тільки онлайн режим)
- 2008 — Dark Messiah of Might and Magic: Elements (спільна розробка з Arkane Studios)
- 2009 — Assassin's Creed II[4] (спільна розробка)
- 2011 — Assassin’s Creed: Revelations[5] (спільна розробка)
- 2016 — Steep[6]
- 2021 — Riders Republic